# Associazione Sportiva Casale 1940-1941
Questa voce raccoglie le informazioni riguardanti l'Associazione Sportiva Casale nelle competizioni ufficiali della stagione 1940-1941.

## Rosa
| N. |                   | Ruolo | Calciatore         |
| -- | ----------------- | ----- | ------------------ |
|    | Italia (bandiera) | A     | Franco Bastone     |
|    | Italia (bandiera) | D     | Ferdinando Beano   |
|    | Italia (bandiera) | P     | L. Bertinotti      |
|    | Italia (bandiera) | A     | Eugenio Calleri    |
|    | Italia (bandiera) | C     | Giancarlo Castelli |
|    | Italia (bandiera) | A     | E. Cavalli         |
|    | Italia (bandiera) | A     | G. Deambrogio      |
|    | Italia (bandiera) | D     | C. Deambrogio      |
|    | Italia (bandiera) | D     | Paolo Degrandi     |
|    | Italia (bandiera) | A     | L. Demagistris     |
|    | Italia (bandiera) | A     | Luigi Demarchi     |
|    | Italia (bandiera) | C     | Francesco Ferrero  |
|    | Italia (bandiera) | P     | Augusto Ghione     |
|    | Italia (bandiera) | D     | Pietro Granotti    |
|    | Italia (bandiera) | D     | Renzo Guzzo        |
|    | Italia (bandiera) | A     | Mario Lauro        |
|    | Italia (bandiera) | C     | Attilio Leporati   |

| N. |                   | Ruolo | Calciatore        |
| -- | ----------------- | ----- | ----------------- |
|    | Italia (bandiera) | A     | Livio Maccarino   |
|    | Italia (bandiera) | D     | Giuseppe Macchi   |
|    | Italia (bandiera) | A     | Guerrino Marini   |
|    | Italia (bandiera) | C     | Angelo Morzone    |
|    | Italia (bandiera) | C     | Franco Morzone    |
|    | Italia (bandiera) | C     | Cesare Neri       |
|    | Italia (bandiera) | D     | Augusto Olliaro   |
|    | Italia (bandiera) | C     | Umberto Paludetto |
|    | Italia (bandiera) | C     | P. Pavese         |
|    | Italia (bandiera) | P     | G. Prediani       |
|    | Italia (bandiera) | C     | P. Provera        |
|    | Italia (bandiera) | A     | Luigi Pusineri    |
|    | Italia (bandiera) | A     | Dario Savio       |
|    | Italia (bandiera) | A     | Ferdinando Sperti |
|    | Italia (bandiera) | A     | Carletto Turati   |
|    | Italia (bandiera) | A     | Pietro Varona     |
|    | Italia (bandiera) | A     | Angelo Schiavetta |

## Risultati

### Serie C

#### Girone C

##### Girone di andata
| Casale Monferrato 20 ottobre 1940 1ª giornata                        | Casale    | 2 – 1 referto | Varese | Stadio Natale Palli |
| \| \| \| \| \| Maccarino 13’ Turati 68’ \| Marcatori \| 41’ Corti \| |           |               |        |                     |
|                                                                      |           |               |        |                     |
| Maccarino 13’ Turati 68’                                             | Marcatori | 41’ Corti     |        |                     |

| Biella 27 ottobre 1940 2ª giornata                                       | Biellese  | 2 – 2 referto   | Casale | Stadio Lamarmora |
| \| \| \| \| \| Degara 22’ Barbero 30’ \| Marcatori \| 67’, 82’ Turati \| |           |                 |        |                  |
|                                                                          |           |                 |        |                  |
| Degara 22’ Barbero 30’                                                   | Marcatori | 67’, 82’ Turati |        |                  |

| Casale Monferrato 3 novembre 1940 3ª giornata                         | Casale    | 2 – 1 referto | Cusiana | Stadio Natale Palli |
| \| \| \| \| \| Varona 29’ Turati 58’ \| Marcatori \| 32’ Ghirlanda \| |           |               |         |                     |
|                                                                       |           |               |         |                     |
| Varona 29’ Turati 58’                                                 | Marcatori | 32’ Ghirlanda |         |                     |

| Cantù 10 novembre 1940 4ª giornata                     | Cantù     | 2 – 0 referto | Casale |  |
| \| \| \| \| \| Viganò 34’ Maggi 84’ \| Marcatori \| \| |           |               |        |  |
|                                                        |           |               |        |  |
| Viganò 34’ Maggi 84’                                   | Marcatori |               |        |  |

| Casale Monferrato 17 novembre 1940 5ª giornata                                             | Casale    | 6 – 0 referto | Meda | Stadio Natale Palli |
| \| \| \| \| \| Marini 17’, 30’, 77’ Turati 34’ Ferrero 48’ Castelli 88’ \| Marcatori \| \| |           |               |      |                     |
|                                                                                            |           |               |      |                     |
| Marini 17’, 30’, 77’ Turati 34’ Ferrero 48’ Castelli 88’                                   | Marcatori |               |      |                     |

| Pavia 24 novembre 1940 6ª giornata | Pavese Luigi Belli | 0 – 0 referto | Casale |  |

| Casale Monferrato 8 dicembre 1940 7ª giornata                                                    | Casale    | 4 – 1 referto   | Legnano | Stadio Natale Palli |
| \| \| \| \| \| Macchi 14’ Turati 52’ Maccarino 65’ Marini 75’ \| Marcatori \| 19’ Magistrelli \| |           |                 |         |                     |
|                                                                                                  |           |                 |         |                     |
| Macchi 14’ Turati 52’ Maccarino 65’ Marini 75’                                                   | Marcatori | 19’ Magistrelli |         |                     |

| Seregno 15 dicembre 1940 8ª giornata | Seregno | 0 – 0 referto | Casale |  |

| Casale Monferrato 22 dicembre 1940 9ª giornata                | Casale    | 1 – 1 referto    | Gallaratese | Stadio Natale Palli |
| \| \| \| \| \| Turati 39’ \| Marcatori \| 82’ Chierichelli \| |           |                  |             |                     |
|                                                               |           |                  |             |                     |
| Turati 39’                                                    | Marcatori | 82’ Chierichelli |             |                     |

| Galliate 29 dicembre 1940 10ª giornata                                                                    | Galliate  | 4 – 3 referto                      | Casale |  |
| \| \| \| \| \| Toia 42’, 81’ Macchi 64’ Lovetti 71’ \| Marcatori \| 39’ Neri 51’ Schiavetta 88’ Turati \| |           |                                    |        |  |
| |           |                                    |        |  |
| Toia 42’, 81’ Macchi 64’ Lovetti 71’                                                                      | Marcatori | 39’ Neri 51’ Schiavetta 88’ Turati |        |  |

| Casale Monferrato 5 gennaio 1941 11ª giornata | Casale | 3 – 0 | Lecco | Stadio Natale Palli |

| Como 9 febbraio 1941 12ª giornata | Como | 2 – 0 referto | Casale |  |

| Casale Monferrato 19 gennaio 1941 13ª giornata | Casale | 3 – 0 referto | Juventus Domo | Stadio Natale Palli |

| Casale Monferrato 26 gennaio 1941 14ª giornata | Casale | 0 – 2 A tav. referto | Pro Patria | Stadio Natale Palli |

| Casale Monferrato 19 marzo 1941 15ª giornata | Casale | 3 – 0 referto | Caratese | Stadio Natale Palli |

##### Girone di ritorno
| Varese 23 febbraio 1941 16ª giornata | Varese | 2 – 0 referto | Casale |  |

| Casale Monferrato 2 marzo 1941 17ª giornata | Casale | 1 – 0 referto | Biellese | Stadio Natale Palli |

| Omegna 9 marzo 1941 18ª giornata | Cusiana | 0 – 2 referto | Casale |  |

| Casale Monferrato 16 marzo 1941 19ª giornata | Casale | 2 – 0 A tav. per forfait referto | Cantù | Stadio Natale Palli |

| Meda 23 marzo 1941 20ª giornata | Meda | 1 – 2 referto | Casale |  |

| Casale Monferrato 30 marzo 1941 21ª giornata | Casale | 3 – 1 referto | Pavese Luigi Belli | Stadio Natale Palli |

| Legnano 6 aprile 1941 22ª giornata | Legnano | 1 – 1 referto | Casale |  |

| Casale Monferrato 13 aprile 1941 23ª giornata | Casale | 2 – 1 referto | Seregno | Stadio Natale Palli |

| Gallarate 20 aprile 1941 24ª giornata | Gallaratese | 3 – 0 referto | Casale |  |

| Casale Monferrato 27 aprile 1941 25ª giornata | Casale | 1 – 2 referto | Galliate | Stadio Natale Palli |

| Lecco 4 maggio 1941 26ª giornata | Lecco | 1 – 0 referto | Casale |  |

| Casale Monferrato 22 maggio 1941 27ª giornata | Casale | 5 – 1 referto | Como | Stadio Natale Palli |

| Domodossola 18 maggio 1941 28ª giornata | Juventus Domo | 3 – 1 referto | Casale |  |

| Busto Arsizio 25 maggio 1941 29ª giornata | Pro Patria | 1 – 1 referto | Casale |  |

| Carate Brianza 1 giugno 1941 30ª giornata | Caratese | 1 – 0 referto | Casale |  |

### Coppa Italia
| Biella 22 settembre 1940 Turno preliminare | Biellese | 1 – 1 (d.t.s.) | Casale |  |

| Casale Monferrato 26 settembre 1940 Turno preliminare (ripetizione) | Casale | 2 – 1 referto | Biellese | Stadio Natale Palli |

| Gallarate 29 settembre 1940 Primo turno | Gallaratese | 0 – 0 (d.t.s.) referto | Casale |  |

| Casale Monferrato 3 ottobre 1940 Primo turno (ripetizione) | Casale | 5 – 1 (d.t.s.) referto | Gallaratese | Stadio Natale Palli |

| Lecco 6 ottobre 1940 30ª giornata | Lecco | 0 – 2 referto | Casale |  |

| Casale Monferrato 30 novembre 1940 Terzo turno | Casale | 4 – 0 referto | Modena | Stadio Natale Palli |

| Casale Monferrato 11 maggio 1941 Sedicesimi di finale | Casale | 1 – 5 referto | Milano | Stadio Natale Palli |